# Elaphoglossum oxyglossum
Elaphoglossum oxyglossum är en träjonväxtart som beskrevs av John T. Mickel. Elaphoglossum oxyglossum ingår i släktet Elaphoglossum och familjen Dryopteridaceae. Inga underarter finns listade.